# Deens lepelblad
Deens lepelblad (Cochlearia danica) is een eenjarige plant die behoort tot de kruisbloemenfamilie (Brassicaceae). De soort komt voor op strandvlakten, in duinen en op dijken. De laatste jaren komt de plant steeds vaker voor langs wegen die in de winter gepekeld worden. De plant komt van nature voor langs de kust van West-Europa en het Oostzeegebied.
De plant wordt 5-25 cm hoog en heeft donkergroene tot sterk rood aangelopen, meerkantige stengels. De onderste, lang gesteelde, vlezige bladeren van het rozet zijn breedeirond en hebben en hartvormige voet. De zittende stengelbladeren zijn drie- tot vijflobbig.
Deens lepelblad bloeit van april tot juni met witte bloemen. De kroonbladeren zijn ongeveer 3 mm lang. De kelkbladen hebben een paarsachtige kleur.
De vrucht is een bol- tot ellipsvormig, 3-6 mm lang hauwtje.

## Gebruik
De plant werd als geneeskrachtig gezien, hij is rijk aan vitamine C. Het was een probaat middel tegen scheurbuik. De plant, die ook te vinden is in subarctische gebieden, zoals Spitsbergen, was daarom van groot belang voor de walvisvaarders. Tijdens de Overwintering op Nova Zembla overleefden de zeevaarders dankzij Deens Lepelblad.

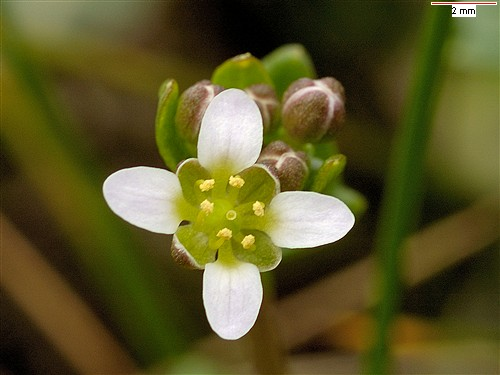
Bloem
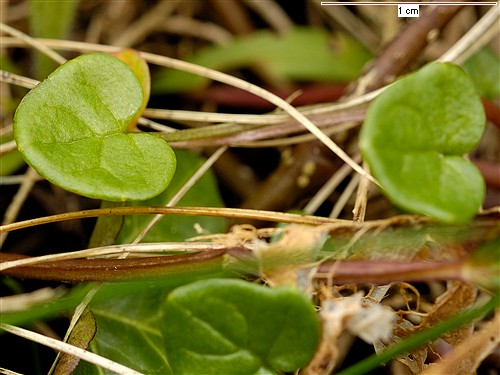
Grondblad
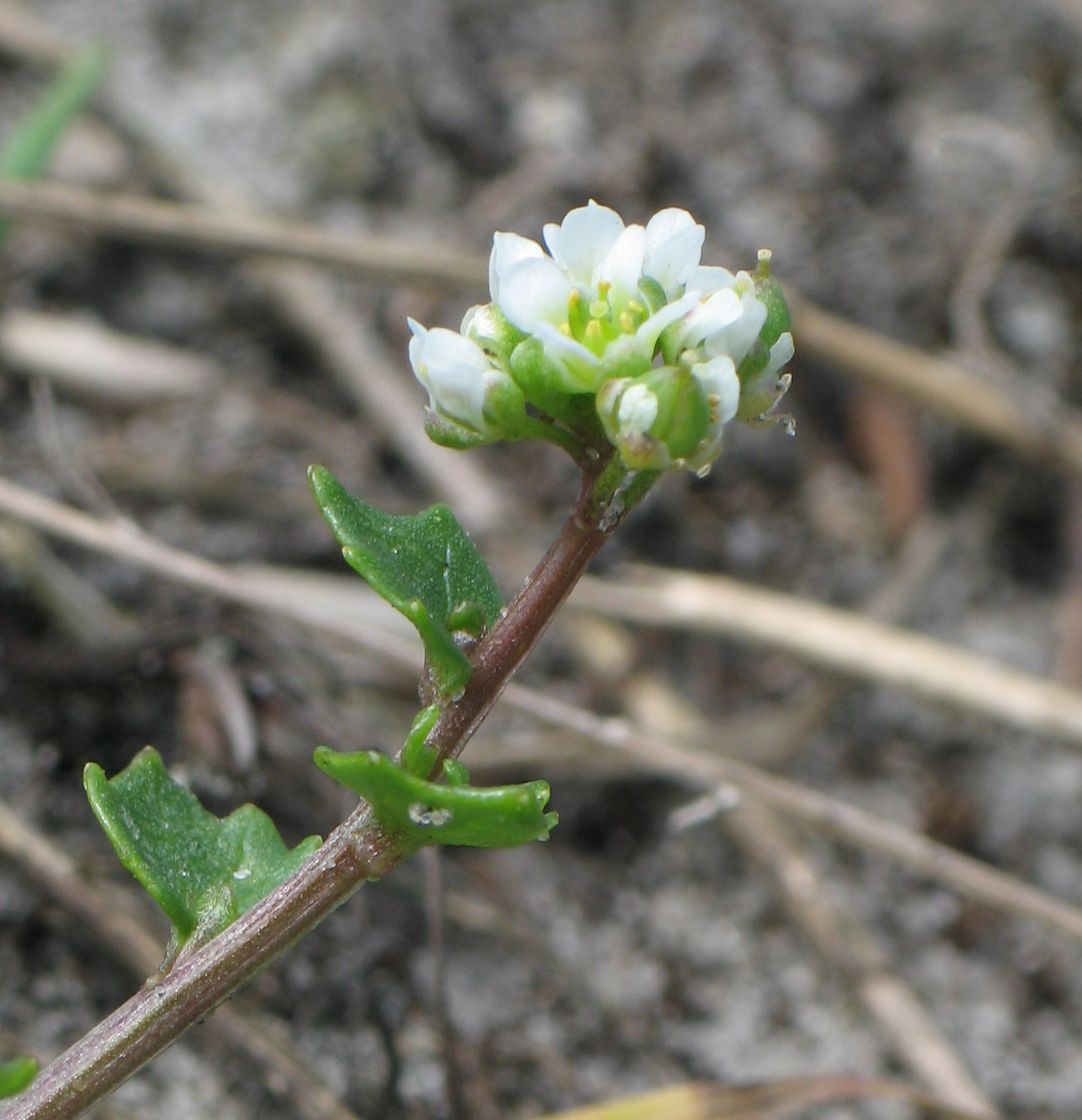